# Asamblea General de Nueva Jersey
La Asamblea General de Nueva Jersey es la Cámara Baja de la Legislatura de Nueva Jersey, Estados Unidos. Su sede se encuentra en la Casa del Estado de Nueva Jersey. 

## Composición
La Asamblea General está conformada por 80 miembros. Para ser elegible es requisito ser mayor de 21 años, residente del distrito a representar por al menos un año y del Estado de Nueva Jersey por al menos dos. Los distritos representan a unos 210,359 electores cada uno. El período de funciones es de dos años reelegible, y la labor de asambleísta es considerada de medio tiempo por lo que muchos asambleístas también ejercen sus profesiones en su tiempo libre o incluso ejercen otros cargos públicos retribuidos.

## "Double dipping" - posiciones dobles en la Asamblea
Debido al ley estatal que siguió en mandato hasta 2008, miembros de la Asamblea, tanto como el Senado, estaban permitidos servir en uno de los dos, juntos con otras posiciones en gobiernos locales/de condados que tenían hasta ese año:
Nombre (ciudad/pueblo), Partido-Condado – Segunda Oficina Publica (nombre en "bold" representa miembro de la Asamblea todavía en oficinas estatales y locales desde 2023):
- John Burzichelli (Paulsboro), D-Gloucester – Alcalde, Paulsboro
- Ralph Caputo (Nutley), D-Essex – Comisionado, Condado de Essex
- Anthony Chiappone, (Bayonne), D-Hudson – Concejal, Bayonne
- Ronald Dancer (Plumsted), R-Ocean – Alcalde, Plumsted
- Joseph Egan (New Brunswick), D-Middlesex – Concejal, New Brunswick
- Elease Evans (Paterson), D-Passaic – Comisionado, Condado de Passaic
- John McKeon (West Orange), D-Essex – Alcalde, West Orange
- Paul D. Moriarty (Washington, Gloucester), D-Gloucester – Alcalde, Washington Township
- Ruben Ramos (Hoboken), D-Hudson – Concejal, Hoboken
- Scott Rumana (Wayne), R-Bergen – Alcalde, Wayne
- Gary Schaer (Passaic), D-Passaic – Presidente del Consejo, Passaic
- Daniel Van Pelt (Ocean), R-Ocean – Alcalde, Ocean Township
- Joseph Vas (Perth Amboy), D-Middlesex – Alcalde, Perth Amboy